# هال‌لیدی
هال‌لیدی (به انگلیسی: Holladay) شهری در ایالت یوتا کشور ایالات متحده آمریکا است که جمعیت آن در سرشماری سال ۲۰۱۰ میلادی، ۲۶٬۴۷۲ نفر بوده‌است.